# 金晋基
金晋基（：／ Kim Jin-ki；1932年4月19日—2006年12月28日），韩国军人，1932年4月19日生于日治朝鮮平安北道厚昌郡（今朝鲜民主主义人民共和国平安北道金亨稷郡）。

## 生平
1950年韩国陆军士官学校9期毕业，后前往美国留学。 1972年3月至12月曾在越南服役。
1979年朴正熙被金载圭刺杀后，时任大韩民国陆军宪兵监（准将军衔）的金晋基曾参与对金载圭的抓捕行动。1979年双十二政变期间，金晋基曾参与对抗全斗焕叛军的行动。1980年，被掌握政权的全斗焕一派强令退役。
2006年，病逝于韩国首尔特别市瑞草区。